# Pristimantis muscosus
Espèce
Synonymes
- Eleutherodactylus muscosus Duellman & Pramuk, 1999

Statut de conservation UICN

 NT  : Quasi menacé
Pristimantis muscosus est une espèce d'amphibiens de la famille des Craugastoridae.

## Répartition
Cette espèce se rencontre entre 1 800 et 2 000 m d'altitude :
- en Équateur dans la province de Zamora-Chinchipe sur le versant Est de la cordillère du Condor ;
- au Pérou dans la province de Rioja dans la région de San Martín dans la cordillère Orientale.

## Publication originale
- Duellman & Pramuk, 1999 : Frogs of the genus Eleutherodactylus (Anura: Leptodactylidae) in the Andes of northern Peru. Scientific Papers Natural History Museum the University of Kansas, no 13, p. 1-78 (texte intégral).